# Національний науковий центр радіаційної медицини, гематології та онкології НАМН України
Національний науковий центр радіаційної медицини, гематології та онкології НАМН України (ННЦРМГО) — головна наукова установа в Україні з медичних проблем Чорнобильської катастрофи, питань радіаційної медицини, гематології, радіобіології, радіаційної онкології. Центр підпорядкований Національній академії медичних наук України.
Розташований в Києві за адресою: вулиця Юрія Іллєнка, 53. Генеральний директор — академік Димитрій Базика.

## Історія
Створений після Чорнобильської катастрофи, 1 жовтня 1986 року, на базі ліквідованого Київського науково-дослідного інституту медичних проблем фізичної культури, під назвою Всесоюзний науковий центр радіаційної медицини. Був підпорядкований Академії медичних наук СРСР, з 1991 року — Міністерству охорони здоров'я України під назвою Український науковий центр радіаційної медицини. У 1993 році, зі створенням Академії медичних наук України, посів місце у складі її наукових установ.
З 1998 року співпрацює з Всесвітньою організацією охорони здоров'я в мережі медичної готовності та допомоги при радіаційних аваріях. У 2011 році Президент України надав центру статус національного.
У 2021 році до центру приєднаний Інститут гематології та трансфузіології НАМН України, після чого була утворена нова державна установа під назвою Національний науковий центр радіаційної медицини, гематології та онкології НАМН України.

## Структура
До складу ННЦРМГО входять:
- Інститут клінічної радіології з 9 відділами;
- Інститут радіаційної гігієни і епідеміології з 2 відділами;
- Інститут експериментальної радіології з 2 відділами;
- Клініка зі стаціонаром для дорослих та дітей, 2 поліклініками, 8 лабораторіями (розташована за окремою адресою: Берестейський проспект, 119/121)[4].

Станом на 2024 рік в центрі працюють близько 1400 співробітників, понад 130 науковців, серед яких лауреати міжнародних, державних та академічних премій.
У складі ННЦРМГО працюють дві спеціалізовані вчені ради з захисту докторських та кандидатських дисертацій (фахи «Радіобіологія», «Онкологія», «Гематологія та трансфузіологія», «Генетика»). На базі установи з 2001 року веде свою роботу Київський центр трансплантації кісткового мозку.

## Науковці
- Бездробний Юрій Васильович — завідувач лабораторії експериментальної радіаційної ендокринології (1986—1991).
- Білий Давид Олександрович — завідувач відділення кардіології (з 2011).
- Бруслова Катерина Михайлівна — завідувачка відділення радіаційної гематології дитячого віку.
- Бугайцов Сергій Георгійович — головний науковий співробітник відділу радіоіндукованих онкологічних захворювань (2012—2021).
- Бузунов Володимир Опанасович — директор Інституту радіаційної гігієни і епідеміології (1988—2018), завідувач відділу епідеміології та лабораторії епідеміології непухлинних захворювань (2018—2022).
- Дягіль Ірина Сергіївна — завідувачка відділення радіаційної онкогематології та трансплантації стовбурових клітин (з 2010).
- Камінський Олексій Валентинович — завідувач відділення радіаційної ендокринології (з 2014).
- Клименко Сергій Вікторович — завідувач відділу медичної генетики (2010—2021).
- Ковган Леоніла Миколаївна — завідувачка лабораторії радіологічного захисту (1988—2017).
- Лавренчук Галина Йосипівна — завідувачка лабораторії клітинної радіобіології (з 2007).
- Литвиненко Олександр Олександрович — завідувач відділу радіоіндукованих онкологічних захворювань (з 2012).
- Ліхтарьов Ілля Аронович — завідувач відділу дозиметрії та радіаційної гігієни (1986—2017).
- Логановська Тетяна Костянтинівна — провідна наукова співробітниця відділу радіаційної психоневрології.
- Логановський Костянтин Миколайович — завідувач відділу радіаційної психоневрології (2003—2022).
- Малижев Вадим Олексійович — завідувач лабораторії імунології (1987—1996).
- Матасар Ігнат Тимофійович — завідувач лабораторії гігієни харчування та безпеки їжі (з 2003).
- Прилипко Валентина Антонівна — завідувачка лабораторії медико-соціальних досліджень.
- Присяжнюк Анатолій Євтихійович — завідувач лабораторії епідеміології раку.
- Сушко Віктор Олександрович — перший заступник генерального директора з наукової роботи (з 2011), керівник відділу медичної експертизи та лікування наслідків впливу радіаційного опромінення (з 2015).
- Федірко Павло Андрійович — директор Інституту радіаційної гігієни і епідеміології (з 2018), завідувач лабораторії медико-інформаційних технологій.
- Хомазюк Інна Миколаївна — завідувачка відділення кардіології (1986—2011).
- Чумак Анатолій Андрійович — директор Інституту клінічної радіології (з 2012), завідувач лабораторії молекулярної біології відділу клінічної імунології.
- Чумак Вадим Віталійович — завідувач лабораторії дозиметрії зовнішнього опромінення (з 1994).
- Швайко Людмила Іванівна — завідувачка відділення пульмонології.

### Директори
- 1986—2001 — академік Романенко Анатолій Юхимович
- 2001—2011 — професор Бебешко Володимир Григорович
- з 2011 — академік Базика Димитрій Анатолійович